# Philipp Stöhr (1849–1911)

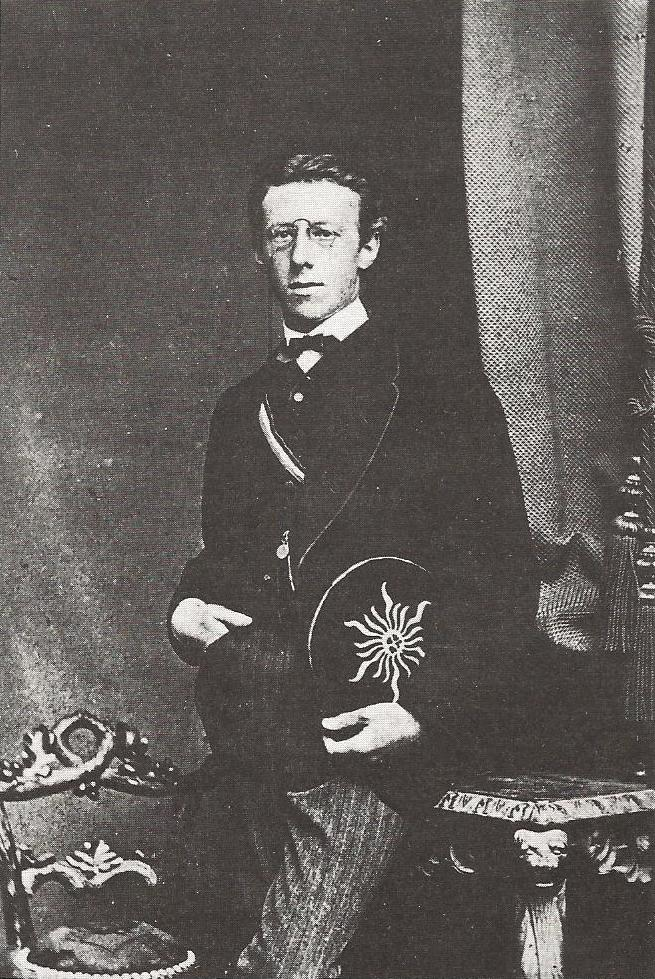
Philipp Stöhr 1872.

Philipp Stöhr, född den 13 juni 1849 i Würzburg, död där den 4 november 1911, var en tysk anatom.
Stöhr blev medicine doktor 1873, extra ordinarie professor i anatomi vid universitetet i Würzburg 1884 och ordinarie professor vid universitetet i Zürich 1889 och vid universitetet i Würzburg 1897. Jämte en mängd specialundersökningar inom olika områden av anatomin utgav han en på sin tid mycket anlitad lärobok i histologi, Lehrbuch der Histologie und mikroskopischen Anatomie des Menschen (1887; 14:e upplagan 1910).